# Irmãos Klitschko

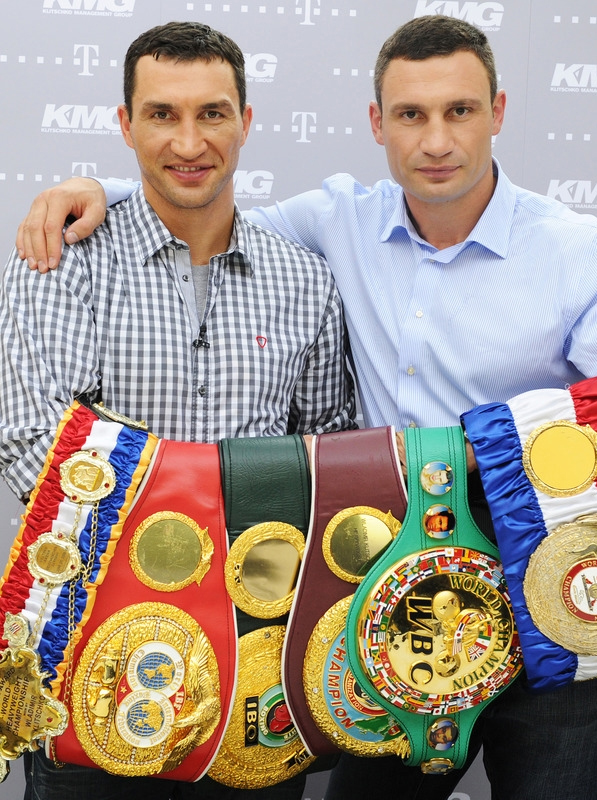
Wladimir (à esquerda) e Vitali (à direita) com todos os títulos da divisão dos pesos-pesados, disputados de 2 de julho de 2011 a 15 de dezembro de 2013

Vitali Klitschko (nascido em 19 de julho de 1971) e Wladimir Klitschko (nascido em 25 de março de 1976), conhecidos como Irmãos Klitschko, são ex-boxeadores profissionais ucranianos. Durante seus anos de pico entre 2004 e 2015, eles foram considerados os campeões mundiais de pesos-pesados dominantes de sua época e entre os campeões de maior sucesso na história do boxe. [1] [2] Em 2011, eles entraram no livro do Guinness World Records como o par de irmãos com mais vitórias mundiais na luta pelo título dos pesos-pesados (30 na época; 40 a partir de 2020). [3] [4] Nos anos seguintes à aposentadoria do campeão indiscutível dos pesos-pesados Lennox Lewis, em 2004, os irmãos Klitschko acabariam acumulando todos os quatro principais títulos mundiais de pesos-pesados. [2] [5] Conhecidos por seus estilos físicos excepcionalmente grandes e técnicas de boxe, cada um deles desenvolveu um estilo que utilizava seu atletismo e alcance de braço para derrotar os oponentes. [6] [7]
O irmão mais velho, Vitali, se aposentou do boxe em 2013, abandonando o título mundial do WBC, e se tornou político em sua Ucrânia natal. [8] Wladimir continuou a defender com sucesso os títulos WBA (Super), IBF, WBO, IBO, da revista The Ring e linear, até ser derrotado por Tyson Fury em 2015. [9]
Ambos os irmãos possuem doutorado em ciências do esporte e falam vários idiomas.

## Recepção e Legado
Ambos os irmãos Klitschko são considerados os melhores boxeadores pesados da época. Tendo permanecido invicto por uma grande maioria de suas carreiras e recusando-se a lutar entre si, os dois irmãos permaneceram em grande parte incontestados ao longo de suas carreiras. Notavelmente, os dois irmãos eram particularmente conhecidos por usar seu tamanho grande para anular outros pesos-pesados, principalmente Wladimir, que ficou famoso por usar o jab.

### Vitali Klitschko
Nunca sendo derrubado, Vitali Klitschko é amplamente considerado o lutador mais difícil dos dois. De fato, Vitali é o único campeão mundial dos pesos-pesados que nunca foi derrubado em nenhuma luta e, ao lado de George Foreman, ele é o único lutador de pesos-pesados da história a defender um título mundial após completar 40 anos. Além disso, sua porcentagem de nocaute de 87% é uma das melhores proporções de nocaute / luta de qualquer campeão na história do boxe dos pesos-pesados. Vitali também era conhecido por ser invulgarmente dominante em suas lutas, quase nunca perdendo uma rodada em sua carreira profissional como boxeador.
Durante seu tempo como campeão do WBC, Vitali Klitschko foi descrito como o melhor de seu tempo, e George Foreman afirmou que ele tem a melhor reta à esquerda na divisão.

### Wladimir Klitschko
Como campeão dos pesos-pesados, Wladimir estava invicto há mais de uma década. Wladimir Klitschko é considerado um dos maiores campeões de pesos-pesados de todos os tempos e um dos artistas nocauteadores mais difíceis da história. Ele tem sido muito elogiado por sua abordagem fundamental ao boxe, durante a qual anula os oponentes com seu jab, antes de nocautear os oponentes com um direto direto. Seu reinado como campeão é apenas o segundo no reinado de Joe Louis. Embora não seja tão durável quanto Vitali, seu conhecimento dos fundamentos e do atletismo lhe deu uma vantagem considerável sobre outros pesos-pesados. Wladimir venceu 12 lutadores invictos em sua carreira, um recorde no peso pesado.

## Reconhecimento

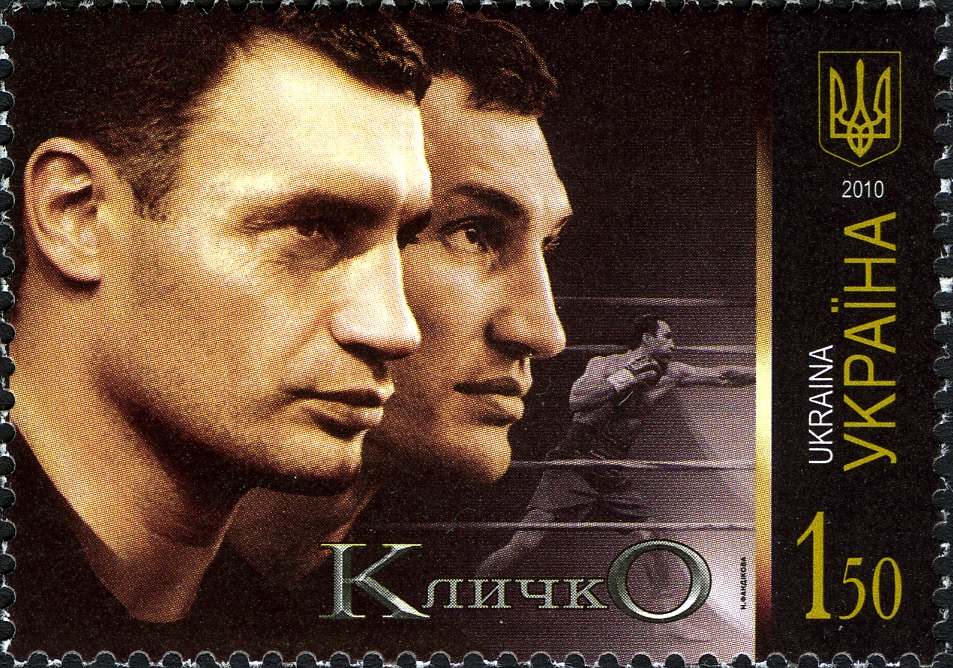
Irmãos Klitschko em um selo ucraniano de 2010

- O asteróide 212723 Klitschko, descoberto em Andrushivka em 2007, tem o nome de Klitschko Brothers.[10]
- Em 2010, os selos postais "Klitschko" foram emitidos pelo Ukrposhta, o serviço postal nacional da Ucrânia.[11]